# The Turning Point (film 1913)
The Turning Point è un cortometraggio muto del 1913 diretto da Kenean Buel.

## Produzione
Il film fu prodotto dalla Kalem Company.

## Distribuzione
Distribuito dalla General Film Company, il film uscì nelle sale cinematografiche USA il 27 gennaio 1913.